# Zabawa w Boga
Zabawa w Boga (ang. At Play in the Fields of the Lord) – amerykański film przygodowy z 1991 roku w reżyserii Héctora Babenco, zrealizowany na podstawie powieści Petera Matthiessena.

## Obsada
- Tom Berenger – Lewis Moon
- John Lithgow – Leslie Huben
- Daryl Hannah – Andy Huben
- Aidan Quinn – Martin Quarrier
- Tom Waits – Wolf
- Kathy Bates – Hazel Quarrier
- Stênio Garcia – Boronai
- Nelson Xavier – Ksiądz Xantes
- José Dumont – Komendant Guzman
- Niilo Kivirinta – Billy Quarrier
- S. Yriwana Karaja – Aeore
- Jose Renato Lana – Uyuyu
- Ruy Polanah – Kori
- Carlos Xavante – Tukanu
- Ione Machado – Pindi
- Edwirges Ribeiro – Taweeda
- Mutah Pataxo – Mutu

## Fabuła
Na polanie w amazońskiej dżungli lądują amerykańscy najemnicy – Wolf i pilot Lewis Moon. Już na początku ich paszporty zostają skonfiskowane przez miejscowego komendanta Guzmana. Ich zadaniem jest spacyfikowanie prymitywnej wioski miejscowych Indian. W pobliżu znajduje się misja prowadzona przez Leslie i Andy’ego Hubenów.
Ląduje jeszcze jeden samolot i trafiają nowi misjonarze – Hazel i Martin Quarrier razem z synem Billym. Komendant szantażuje najemników, że odzyskają dokumenty i paliwo, jeśli wysadzą wioskę Indian w powietrze. Na jej terenie ma zostać zbudowana kopalnia złota.

## Ścieżka dźwiękowa
At Play in the Fields of the Lord (Original Soundtrack Recording) – muzykę do filmu skomponował Zbigniew Preisner, nagrania ukazały się w 1991 roku nakładem wytwórni muzycznej Fantasy.
Lista utworów
1. „Main Title Themes”
2. „Sirimbo (Jukebox I)”
3. „Mae De Deus”
4. „Sem Voce Eu Nao Sou Gente (I Am Nobody Without You)”
5. „Cachoeira Dos Anjos (Angel Falls)”
6. „Paz E Amor (Peace And Love)”
7. „Revelations”
8. „Encontro Fatal (Fatal Encounter)”
9. „Amazon Beginnings”
10. „Bringing In The Light”
11. „Just An Echo In The Valley”
12. „Niaruna”
13. „Legends”
14. „Andy And Moon’s Theme”
15. „Nao Tem Jeito Que De Jeito (No Way To Fix It)”
16. „Times Of Tears”
17. „Finale”

## Nagrody i nominacje (wybrane)
Złote Globy 1991
- Najlepsza muzyka – Zbigniew Preisner (nominacja)

## Odniesienie
Z inspiracji fabułą filmu powstała idea albumu muzycznego pt. Roots grupy Sepultura.